# Epimedium elachyphyllum
Epimedium elachyphyllum är en berberisväxtart som beskrevs av William Thomas Stearn. Epimedium elachyphyllum ingår i släktet sockblommor, och familjen berberisväxter. Inga underarter finns listade i Catalogue of Life.